# Oxyopes oranicola
Oxyopes oranicola är en spindelart som beskrevs av Embrik Strand 1906. Oxyopes oranicola ingår i släktet Oxyopes och familjen lospindlar.
Artens utbredningsområde är Algeriet. Inga underarter finns listade i Catalogue of Life.